# پورت هدلاک-آیروندیل، واشینگتن
پورت هدلاک-آیروندیل (به انگلیسی: Port Hadlock-Irondale) یک منطقهٔ مسکونی در ایالات متحده آمریکا است که در شهرستان جفرسون، واشینگتن واقع شده‌است. پورت هدلاک آیروندیل ۲۰٫۰ کیلومتر مربع مساحت و ۳٬۴۷۶ نفر جمعیت دارد.